# Gerrit Zegelaar
Gerrit Zegelaar (gedoopt in Loenen aan de Vecht, 16 juli 1719 - overleden Wageningen, 24 juli 1794), begraven aldaar 28 juli 1794, was kunstschilder te Loenen en Amsterdam.

## Leven en werk
Zegelaar werd te Loenen geboren als zoon van de timmerman en schepen Hendrik Zegelaar en Johanna ter Bruggen. Zijn vader kwam uit Wageningen, zijn moeder uit Almelo. Gerrit was doofstom. Hij vestigde zich als kunstenaar in Amsterdam, maar precies wanneer is niet bekend. In 1757 trouwde hij Maria van der Steen. Het huwelijk bleef kinderloos.
Zegelaar was een leerling van de schilder Nicolaas Verkolje. Hij schilderde vooral genrestukken en portretten, en maakte landschapstekeningen en aquarellen. Ook was hij als behangschilder werkzaam, onder andere te Haarlem.
De commissarissen van de Desolate Boedelskamer te Amsterdam behandelden in 1785 de insolvente boedel van Maria van der Steen en Gerrit Zegelaar, meester schilder. Vanwege hun financiële problemen vertrok het echtpaar naar Utrecht. Vervolgens moeten zij eind 1788 naar Wageningen zijn gegaan. Belle van Zuylen schreef begin 1789 in een brief aan haar broer dat Zegelaar zijn verstand verloren had en dat hij en zijn vrouw door hun vertrek uit Utrecht zorg en hulp waren kwijtgeraakt. In Wageningen woonde familie van Gerrit, dus hij zal daar onderdak hebben gezocht. Hij overleed in 1794 in Wageningen.